# Une femme et deux hommes sous une tonnelle
Une femme et deux hommes sous une tonnelle (1657) est une peinture à l'huile sur panneau du peintre hollandais Pieter de Hooch ; réalisée en 1657, c'est un exemple de la peinture hollandaise de l'âge d'or. Elle est conservée au Metropolitan Museum of Art, à New York.

## Description
Cette peinture a été documentée par l'historien de l'art néerlandais Hofstede de Groot en 1908, qui a écrit :

« 306. Homme et femme dans une tonnelle. À droite, un homme et une femme dans une tonnelle. Il est assis, fumant tranquillement une pipe, qu'il tient dans sa main droite ; il porte une culotte rouge, des guêtres blanches et des chaussures marron clair. Devant lui, à gauche, se tient la femme, vêtue d'une veste rouge bordée de fourrure ; elle a un verre dans sa main gauche et une cruche dans sa droite, et semble être sur le point de boire à sa santé. La maison n'est pas représentée et il n'y a pas de vue. Le Docteur Bredius considère que la toile est authentique.
Anciennement dans la collection Sellar, Londres. Vente. D. Sellar, Londres, 6 juin 1889 ou 17 mars 1894.
- 306a. Une Dame et un Cavalier. Chez le propriétaire dans la cour d'une auberge. 17 1/2 pouces par 15 pouces.
- Ventes. Sir Henry Meysey Thompson et autres, à Londres, le 16 mars 1901, n° 82. Duke of Marl borough and other, Londres, 14 mai 1904, n° 50. »

Hofstede de Groot écarte entièrement la présence du troisième homme (le propriétaire) dans son titre. Peut-être que le visage était trop sombre pour être vu, et c'est pourquoi il a attribué le numéro « 306a » à l'entrée du catalogue de vente, au cas où il s'agirait d'une image séparée.